# Вијетнамски језик
Вијетнамски језик (вијетнамски: tiếng Việt, tiếng Việt Nam; понекад и: анамски језик) спада у подгрупу вијет-муонг аустроазијских језика, и са око 75 милиона говорника убедљиво је најраспрострањенији језик ове језичке породице. Званични је језик у Вијетнаму, где га говори 86% становништва.
Вијетнамски језик је моносилабичан (речи су једносложне) и има мелодијски акценат. Његова граматика не познаје конјугацију, деклинацију, падеже, времена ни родове.

## Историја
Вијетнамски језик се појавио као језик вазалног народа под страном доминацијом. Постоје подаци да је Кина 208. п. н. е. владала вазалном државом у делти Црвене реке. Кинеска доминација је трајала до 939. године нове ере, тако да су за ово време вијетнамски језик и култура били под доминантним утицајем кинеске културе. Вијетнамски језик се није развио из кинеског, већ је усвојио већи део речника из овог језика (70%). Део речи је у вијетнамски језик стигао из француског и, у новије доба, из енглеског. По једносложности и језичком фонду близак је кинеском, а са граматичке стране, близак је аустроазијском језицима. Претпоставља се да је у прошлости вијетнамски језик делио карактеристике аустроазијских језика, али под огромним утицајем кинеског језика, знатно је изменио структуру и данас је на размеђи између синотибетских и аустроазијских језика.

### Писмо
Раније је записиван стандардним кинеским писмом (Chữ nho), затим верзијом овог писма адаптираном за вијетнамски језик (Chữ nôm), а од 18. века латиницом уз додатак дијакритичких знака (Quốc ngữ). Једини је језик који користи неко европско писмо а код кога се појединачни слогови у речи пишу одвојено (нпр. Việt Nam се сматра за једну реч), вероватно због навикнутости на кинеско писмо које је слоговно.

## Фонологија
Вијетнамски језик има систем мелодијског акцента са 6 тонова (различита висина и глотализација), који је идентичан тајландском.
Слова вијетнамске абецеде су: A,Ă,Â,B,C,D,Đ,E,Ê,G,H,I,K,L,M,N,O,Ô,O',Q,R,S,T,U,U',V,X,Y. Сугласници који се записују комбинацијом слова су: CH,GH,KH,PH,TH,TR,NG,NGH.
У вијетнамском језику постоје 3 стандардна дијалекта: ханојски, сајгонски и средњовијетнамски. Ханојски дијалекат је основа стандардног језика.
Слова A и  се читају као глас између српског А и Е, с тим што је A дуже од Ă. Слова Â и  се читају као глас између српског О и Е, с тим што је O' дуже по изговору. E и I су као и српско Е и И, док је Ê мало затвореније, т. ј. између српских гласова И и Е. Слово O је као српско О, а Ô је затвореније, т. ј. између гласова О и У. U је једнако српском У, док се U' изговара слично српском У, али без померања усана. Најзад, Y се изговара као српско И, а када има функцију сугласника, изговара се као Ј. Од сугласника је неуобичајена појава да се D изговара као српско слово З или Ј зависно од дијалекта, због гласовне промене која се десила у периоду од настанка писма.

## Пример текста
Члан 1 Универзалне декларације о људским правима
```
-{''Tất cả mọi người sinh ra đều được tự do và bình đẳng về nhân phẩm và quyền lợi. 
Mọi con người đều được tạo hóa ban cho lý trí và lương tâm và cần phải đối xử với 
nhau trong tình anh em.''}- 

```